# Notospeophonus
Notospeophonus is een geslacht van kevers uit de familie van de loopkevers (Carabidae). De wetenschappelijke naam van het geslacht is voor het eerst geldig gepubliceerd in 1962 door Moore.

## Soorten
Het geslacht Notospeophonus omvat de volgende soorten:
- Notospeophonus castaneus Moore, 1962
- Notospeophonus jasperensis Moore, 1964
- Notospeophonus pallidus Moore, 1964